# Loliloli
Le loliloli est un désordre physiologique qui affecte les cultures de taro (Colocasia esculenta), en particulier à Hawaï et dans d'autres îles du Pacifique.
Les cormes deviennent aqueux, mous et spongieux et laissent exsuder de l'eau lorsqu'on les presse. Ce défaut résulte du retrait de l'amidon du corme, amidon converti en sucres utilisés par la plante pour développer de nouvelles feuilles et d'autres organes. C'est la reprise de la croissance végétative des plantes arrivées à maturité qui est susceptible d'entraîner le loliloli chez le taro. Pour réduire ce risque, l'utilisation d'engrais azotés doit être évitée après la formation du bulbe et le début de la décadence naturelle de la plante.

## Étymologie
Loliloli est un terme de la langue hawaïenne. C'est un adjectif qui s'applique aux légumes imbibés d'eau, en particulier au taro, ainsi qu'à tout aliment végétal pour le qualifier de grossier, dégradé.

## Symptômes
Un corme normal est ferme, croustillant et résistant au toucher. Le taro atteint par le loliloli est mou et lorsque l'on presse les parties affectées entre les doigts, il exsude de l'eau. Les cellules d'un corme de taro sont normalement remplies d'amidon. tandis que chez le taro atteint par le loliloli, l'amidon est déficient ou manquant.
L'application d'un test à l'iode sur la surface coupée d'un corme normal donne une coloration bleu-noir signalant la présence de l'amidon, appliqué à un corme loliloli, ce test produit une couleur pâle ou aucune réaction.